# Wilson Private Explorer
Il Wilson Private Explorer è un aereo monoplano da trasporto passeggeri e turismo realizzato nella seconda metà anni novanta del XX secolo e costruito in una piccola serie.

## Storia del progetto
Nella seconda metà degli anni novanta del XX secolo l'ingegnere statunitense Dean Wilson progettò una versione più piccola, e monomotore, del precedente aereo anfibio Global Explorer progettato e costruito per l'esploratore francese Hubert de Chevigny. Il nuovo aereo fu designato Private Explorer, ma divenne noto anche come Explorer II, e il primo prototipo andò in volo nel gennaio 1998.

## Tecnica
Monoplano, monomotore, da trasporto passeggeri. L'ala era posta in posizione alta, collegata alla fusoliera tramite un montante per lato, e rivestita in tela.
L'ampia fusoliera era costruita in tubi di acciaio, rivestita in tela e dotata di grandi finestrature. All'interno si trovava la cabina di pilotaggio per due persone, mentre nello scompartimento potevano trovare posto quattro persone nella parte anteriore, e vi era un letto matrimoniale e due poltrone nella parte posteriore. Il carrello di atterraggio era triciclo anteriore fisso, che poteva essere rimosso e sostituito da una coppia di galleggianti per renderlo un idrovolante, o in alternativa un aereo anfibio.
Il propulsore era un motore Lycoming O-540 a 6 cilindri contrapposti, raffreddati ad aria, erogante la potenza di 235 hp (175 kW) a 0 m. In sua alternativa poteva essere installato una turboelica Pratt & Whitney Canada PT6, che risulta montato su un paio di esemplari.

## Impiego operativo
Cinque esemplari sono stati completati nel Québec, Canada da Bernard Laferieere con ali in alluminio e motori che andavano  da una potenza di 235 hp (175 kw) a un massimo di 300 hp (224 kw). Un sesto esemplare, noto come Hubert, raggiunse il Polo Nord senza i moderni ausili alla navigazione. Successivamente un costruttore in Quebec ne realizzò un altro come ultraleggero (ULM) con due posti letto, conosciuto come Mini-Explorer.

### Annotazioni
1. ↑  Sono note le immatricolazioni N-7065H (c/n 1), N-7067N (c/n 2), C-GROS (c/n 003), C-GNUK (c/n 4), C-FBRO (c/n 5), C-FCTB (c/n 6), C-FANO (c/n 7), C-IHCZ (c/n N22-910-2-521), C-IGXF (c/n N89125-520).

### Fonti
1. 1 2 3  Simpson 2001, p. 583.
2. ↑  Airwar.
3. 1 2 3 4 5 6 7 8  Aeropedia.